# Acanthodasys arcassonensis
Acanthodasys arcassonensis is een buikharige uit de familie Thaumastodermatidae. Het dier komt uit het geslacht Acanthodasys. Acanthodasys arcassonensis werd in 1987 voor het eerst wetenschappelijk beschreven door Kisielewski. 